# Val Souza
Val Souza, née à São Paulo en 1985, est une artiste visuelle, performeuse et féministe brésilienne. Sa pratique comprend la photographie, la danse, le théâtre, la vidéo, l’installation et la performance. Elle vit et travaille entre Salvador et São Paulo.

## Biographie
En 2005, elle est diplômée en pédagogie de l'Université Mackenzie (pt). Elle poursuit ses études en étudiant la danse. En 2014, elle est diplômée en danse à l'École technique des arts de l'état de São Paulo. En 2018, elle obtient un master de danse à l'Université fédérale de Bahia. 
Lors de ses études de danse, elle prend conscience que le corps des femmes noires est marginalisé, mis à l'écart, exclu. Elle décide alors de travailler sur l'imaginaire, la représentation et la douleur du corps noir.
Dans la performance Pouvez-vous le voir ? qu'elle réalise en 2016, elle se met à danser vêtue d'un short court. Elle questionne le public sur la criminalisation du corps noir.
Sa pratique comprend la photographie, la danse, le théâtre, la vidéo et l’installation et la performance depuis 2012.
En 2020, elle réalise le projet Études de Vénus #1, elle présente un mur de 10 mètre de longs constitués de 800 images. À partir d'un corpus d'images représentant les femmes noires, elle élabore d'autres récits. Elle part du constat que ces images sont empreintes des mécanismes de racialisation et d’oppression. Dans ce corpus, elle ajoute d'autres images du présent afin de modifier l'influence du passé sur le présent. Elle incorpore des images de Beyoncé, Kim Kardashian, Sueli Carneiro, Nina Simone et des portraits d'elle-même. Elle met en scène son propre corps.

## Films
- Estudos de Vênus, 2020-2022

## Expositions
- Estudos para uma Brasiliana, Centre Culturel de São Paulo, 2023
- Vênus como mirada, Museo paranaense, Curitiba, 2024[6]
- Vênus, Musée d'histoire de Nantes, Centre Claude Cahun, Nantes, 2025[7]
- Vênus, Maison européenne de la photographie, 2025[5]

## Prix et distinctions
- prix Life Before Colonialism, PLACE for Africa, Goethe-Institut de Mannheim, 2022[3]
- Prix Photo de l'Alliance Française, Rencontre d'Arles, 2023[8]
- Prêmio Potências Negras, dans la catégorie Performing Arts, Preta Hub, 2023